# Katalin Bökk
Katalin Bökk (* 30. Juni 1972 in Budapest) ist eine ehemalige ungarische Fußballspielerin.

## Karriere

### Vereine
Bökk stürmte von 1987 bis 2001 für den ungarischen Erstligisten 1. FC Femina. Während ihrer Vereinszugehörigkeit gewann sie sechsmal die Meisterschaft und einmal den Vereinspokal. Unterbrochen wurde ihre Vereinszugehörigkeit im Zeitraum Februar bis Juni 1998, als der deutsche Bundesligist TuS Niederkirchen sie gemeinsam mit Aranka Paraoánu verpflichtete.
Nach ihrer Zeit beim 1. FC Femina wechselte sie zum Renova FC und später zum Ìris SC. Zum Ende ihrer Karriere spielte sie von 2014 bis 2021 für den französischen unterklassigen Verein USCCO Compiègne aus der gleichnamigen Stadt.

### Nationalmannschaft
Für die A-Nationalmannschaft bestritt sie von 1991 bis 2002 43 Länderspiele, in denen sie 21 Tore erzielte.

## Erfolge
- Ungarischer Meister 1988, 1991, 1996, 1997, 2001, 2002
- Zweiter der Meisterschaft 1989, 1990, 1995, 2000,
- Dritter der Meisterschaft 1992, 1993, 1994, 1998, 1999
- MLSZ-Pokal-Sieger 1996
- Torschützenkönigin 1992 (24 Tore)